# 358 Apollonia
A 358 Apollonia (ideiglenes jelöléssel 1893 K) a Naprendszer kisbolygóövében található aszteroida. Auguste Charlois fedezte fel 1893. március 8-án.